# Воєгуртське сільське поселення
Воєгу́ртське сільське поселення (рос. Воегуртское сельское поселение) — колишнє муніципальне утворення у складі Балезінського району Удмуртії, Росія. Адміністративний центр — присілок Воєгурт.
Розформоване 30 травня 2021 року законом Удмуртської Республіки за 17 травня 2021 року № 49-РЗ через переформування муніципального району на муніципальний округ.

## Географія
Поселення розташоване на південному сході району, за 15 км від районного центру. На сході межує із Кезьким районом, на півночі — із Турецьким сільським поселенням, на заході — із Кожильським та Ісаковським сільськими поселеннями, на півдні — із Андрійшурським сільським поселенням.
Загальна площа території поселення становить 151,47 км², з яких під сільськогосподарськими угіддями 39,28 км², лісами 112,19 км².

## Населення
Населення — 2909 осіб (2015; 2940 в 2012, 2934 в 2010).

## Населені пункти
До складу поселення входять такі населені пункти:
| Населений пункт                 | Населення, осіб (2010) | Населення, осіб (2012) |
| ------------------------------- | ---------------------- | ---------------------- |
| Дома 1205 км, починок           | 18                     | 18                     |
| Дома 1208 км, хутір             | 7                      | 6                      |
| Дома 1211, хутір                | 0                      | 0                      |
| Дома 1214 км, починок           | 4                      | 4                      |
| Адам, присілок                  | 22                     | 22                     |
| Воєгурт, присілок               | 538                    | 538                    |
| Зарічний, село                  | 179                    | 182                    |
| Пишкець, присілок               | 92                     | 94                     |
| Пібаньшур, присілок             | 86                     | 82                     |
| Пібаньшур, селище               | 1841                   | 1849                   |
| Руський Пібаньшур, присілок     | 3                      | 3                      |
| Тукташ, присілок                | 59                     | 54                     |
| Удмуртський Пібаньшур, присілок | 33                     | 36                     |
| Шур, присілок                   | 52                     | 52                     |
| Шур, починок                    | 0                      | 0                      |

## Господарство
Серед підприємств діють СПК «Колгосп імені Чапаєва» та 4 фермерських господарства, 3 магазини Балезінської споживспілки, 8 магазинів (1 у Воєгурті, 7 в Балезіно-3), пошта (Воєгурт). Основні показники на 2012 рік: виробництво зерна 1,4 тисячі тонн, молока 1,9 тисячі тонн, м'яса 122 тонни, надій молока 4,7 тонни від корови; врожайність зернових 12,6 ц/га; поголів'я великої рогатої худоби 1200.
Серед закладів соціальної сфери діють 2 середні школи (Воєгурт, Балезіно-3), 2 садочки (Зарічний, Балезіно-3), 2 бібліотеки, центральний будинок культури (Воєгурт), клуб (Пишкець), гарнізонний клуб (Балезіно-3), лікарська амбулаторія (Балезіно-3), 2 ФАПи (Воєгурт, Пишкець), Друга республіканська психіатрична лікарня (Зарічний), військова частина № 25850 (Балезіно-3). У поселенні щорічно діє військово-спортивний табір.
Поселення зв'язане з райцентром автодорогою Балезіно — Воєгурт — Пібаньшур. Територією поселення проходить залізниця Кіров — Перм (2 станції — Шур та Пібаньшур). Газифіковано населені пункти Воєгурт, Пібаньшур та Зарічний.